# Mållångsstuga
Mållångsstuga är en by belägen i södra Hälsinglands finnskogar, i Ovanåkers kommun och Alfta socken, vid södra ändan av sjön Mållången där den övergår till Mållångsstuguviken.
Byn består idag av två boningshus och ett antal ekonomibyggnader.

## Historia
Byn har anor från 1300-talet då kung Birger Magnusson anbefallde att en färdstuga för resande, bland annat munkar, som önskade besöka Olof den heliges grav skulle uppföras på platsen. Behovet av en färdstuga grundade sig även på att den naturliga vinterfärdvägen i nord-sydlig riktning i trakten gick över sjöarna Mållången och Amungen. Vägen nyttjades under senare tid även av forbönder som vintertid fraktade varor med häst över isarna. Sommartid nyttjades givetvis båtar för att frakta människor, djur och varor. Även järnbruken i Dalfors och Voxna samt senare Svabensverk nyttjade sjövägen i stor utsträckning.
Allteftersom åren gick ökade reseströmmen förbi Mållångsstuga vilket medförde att byn växte i storlek och under 1700-talet uppfördes ett värdshus.
Citat ”Orten är mycket namnkunnig ther af att wintervägen till Falun ifrån Helsingland, Medelpad och Ångermannland, som hafa att föra Victualier, löper här fram och här är hwilo- och natthärbärge” prosten Olof Broman i sin Glysis Vallur i början av 1700-talet
Byn drabbades 1733 av en eldsvåda, varvid en stor del av byggnaderna brann upp. Mållångstuga byggdes upp igen och i ett skattevärderingsprotokoll från mitten av 1700-talet framgår att det i byn fanns en ansenlig mängd byggnader för olika ändamål, bland annat ett stall med plats för över sextio hästar som uppförts ”till de resandes förnödenhet, som årligen öka sig och betarfa mera husrum och beqvämlighet än tillförne”. Behovet av natthärbärge ökade kraftigt i samband med att järnbruket i Svabensverk startade sin verksamhet i början av 1800-talet.
Mållångsstugas storhetstid var under 1700-talet och första delen av 1800-talet. På 1820-talet blev landsvägen mellan Dalfors och Voxna byggd vilket medförde att malmtransporterna och all forkörning gick på denna nya väg och Mållångstuga kom på undantag. När sedan sockenmännen i Alfta på 1850-talet befriades från att ploga vintervägen över sjöarna var Mållångstugas storhetstid ohjälpligt förbi och gästgiveriverksamheten upphörde.
De två hemmanen levde därefter på vad skogen, sjöarna och åkrarna hade att erbjuda. 1910 såldes hemmanen till Kopparfors skogsbolag.
1934 flyttade Per Olander med familj till Mållångsstuga som arrendator av det ena hemmanet och 1935 kom ytterligare en arrendator, Johan Berg med familj. De två gårdarna i byn fick därmed sina nya namn; Olanders och Bergs. Folket i gårdarna livnärde sig främst på skogsarbete såsom timmerhuggning, kolning och hästkörning.
De små ägorna gav tillräckligt med foder för att hålla några kor, hästar och får.
1946-47 anlades vägen från Mållångsstuga fram till nuvarande riksväg 50.
1960 flyttade familjen Berg till Söderala för att bli fabriksarbetare vid Marmaverken.
Två av bröderna Olander bodde kvar i Olanders fram till 1985, då de flyttade till Venjan i Dalarna.

## Byn
2014 ägs Mållångsstuga av en ättling i tredje led till Johan Berg.
Ägorna brukas i syfte att hålla landskapet öppet och bevara den naturliga floran genom att dels bedriva slåtter med skärande verktyg, dels genom bete med hälsingefår.
Hälsingefåren härstammar i begynnelsen från Mållångsstuga och är nu efter många år återbördade dit.